# Euphitrea mandibula
Euphitrea mandibula là một loài bọ cánh cứng trong họ Chrysomelidae. Loài này được Wang & Zhang in Yong Zhang, miêu tả khoa học năm 2006.